# Вернон (Вісконсин)
Вернон (англ. Vernon) — місто (англ. town) в США, в окрузі Вокеша штату Вісконсин. Населення — 7474 особи (2020).

## Демографія
Згідно з переписом 2010 року, у місті мешкала 7601 особа в 2790 домогосподарствах у складі 2358 родин. Було 2851 помешкання
Расовий склад населення:
| - 97,2 % — білих - 0,7 % — чорних або афроамериканців - 0,7 % — азіатів - 0,2 % — корінних американців |

До двох чи більше рас належало 0,9 %. Частка іспаномовних становила 2,0 % від усіх жителів.
За віковим діапазоном населення розподілялося таким чином: 21,7 % — особи молодші 18 років, 66,1 % — особи у віці 18—64 років, 12,2 % — особи у віці 65 років та старші. Медіана віку мешканця становила 46,6 року. На 100 осіб жіночої статі у місті припадало 106,0 чоловіків;  на 100 жінок у віці від 18 років та старших — 103,6 чоловіків також старших 18 років.
Середній дохід на одне домашнє господарство  становив 108 131 долар США (медіана — 87 708), а середній дохід на одну сім'ю — 118 238 доларів (медіана — 99 043). Медіана доходів становила 60 792 долари для чоловіків та 55 923 долари для жінок. За межею бідності перебувало 3,8 % осіб, у тому числі 7,8 % дітей у віці до 18 років та 2,4 % осіб у віці 65 років та старших.
Цивільне працевлаштоване населення становило 4297 осіб. Основні галузі зайнятості: освіта, охорона здоров'я та соціальна допомога — 21,5 %, виробництво — 19,3 %, будівництво — 10,9 %, роздрібна торгівля — 9,6 %.